# Cratere Salih
Salih è un cratere sulla superficie di Encelado.